# بیتا بهشتیان
بیتا بهشتیان (زادهٔ ۱ مهر ۱۳۴۳) موسیقی‌دان و آهنگساز اهل ایران است. او از معدود آهنگسازان زن سینمای ایران و بازرس اصلی کانون آهنگسازان سینمای ایران است.

## زندگی‌نامه
بیتا امیری اردکانی مشهور به بیتا بهشتیان، ۱ مهر ۱۳۴۳ در تهران متولد شد. از کودکی به آموختنِ موسیقی پرداخت و نواختنِ پیانو را نزد هنرمندانی نظیر: فلورانس شریفیان، نوین افروز و آریا زند فراگرفت. او فعالیت‌های هنری خود را از سال ۱۳۶۸ با تدریس موسیقی کودکان آغاز کرد و تحصیلات موسیقی خود را نیز در رشتهٔ آهنگسازی در دانشگاه آزاد اسلامی سپری نمود.
پس از آن به عنوان آهنگساز، با صدا و سیما به همکاری پرداخت. او در ادامه با ساخت موسیقی فیلم آفتابگردان‌های وحشی و چند اثر دیگر، آهنگسازی فیلم را تجربه نمود و به عضویت کانون آهنگسازان سینمای ایران درآمد. او که از معدود آهنگسازان زن سینمای ایران است، از سال ۱۳۸۶، ۷ دورهٔ پیاپی به عنوان بازرس اصلی کانون آهنگسازان سینمای ایران به فعالیت پرداخته و همچنین در ۱۲ دورهٔ جشن سینمای ایران به عنوان عضو هیئت داوران حضور داشته‌است. او در تیر ۱۳۹۰ به عنوان یکی از داوران موسیقی فیلم پانزدهمین جشن سینمای ایران به دبیری کیومرث پوراحمد معرفی و سپس به عنوان سرشاخهٔ آهنگسازان، برای داوری بهترین کارگردانی فیلم اول انتخاب شد.
بیتا بهشتیان علاوه بر تدریس موسیقی، عضو آکادمی علوم و هنرهای سینمایی ایران است.

## آثار هنری
از جمله آثار موسیقی فیلم بیتا بهشتیان، به موارد زیر می‌توان اشاره نمود:
- فیلم سینمایی آفتابگردان‌های وحشی (۱۳۸۲)[۲۱]
- فیلم سینمایی گزارش مریم (۱۳۸۴)[۲۲][۲۳]
- فیلم سینمایی روز باران (۱۳۸۵)[۲۴][۲۵]
- سریال تلویزیونی راهیان بهشت[۶]
- فیلم مستند «آینه مهر»[۶]
- فیلم مستند «شنقار»[۶]
- تک آهنگ «اندیشه‌های رنگین» با صدای شهرزاد بهشتیان، صدا و سیمای جمهوری اسلامی ایران.[۲۶]
- تک آهنگ «برف»، شاعر: شکوه قاسم‌نیا، خواننده: شهرزاد بهشتیان، صدا و سیمای جمهوری اسلامی ایران.[۲۷]